# جون ريختر (رسام)
جون ريختر (بالسويدية: Johan Richter)‏ هو رسام سويدي، ولد في 1665 في ستوكهولم في السويد، وتوفي في 27 ديسمبر 1745 في البندقية في إيطاليا.